# Fila Palmarito
La Fila Palmarito es una formación de montaña que forma parte de la falda sur del Parque nacional Henri Pittier al norte de Maracay, Venezuela. La fila Palmarito hace vecindad con la Fila Cola de Caballo al Este y Cambural al oeste. Su porción sur es habitada por la urbanización Palmarito que es la extensión Norte de la Parroquia Las Delicias. Corre hacia la Cordillera de la Costa venezolana a una altitud de 1058 m s. n. m., y por lo tanto son las montañas más altas de la Parroquia justo antes de empatar con el Henri Pittier.

## Ubicación
La fila Palmarito es parte del límite Noreste de la Parroquia Las Delicias. Colinda hacia el Este con la Fila Cola de Caballo y el caño Colorado que la divide del Cerro La Virgen y hacia el Oeste con la Fila Cambural y el Cerro Las Delicias. Parte de la Urbanización Lomas de Palmarito se asienta sobre su falda Oeste a orillas del río Las Delicias. La falda Sur termina en un pequeño cerro a nivel de la Urbanización El Castaño y a orillas de la Quebrada Palmarito por el Este y el Río Planta Vieja por el Este.

## Topografía
Las características topográficas son clásicas de los picos y montañas de la falda sur del Parque Henri Pittier con una elevación larga y estrecha con los lados empinados, y una cresta más o menos continua. La vegetación está caracterizada por la mezcla de bosques caducos montañosos y nublados que acaban en el ecotono tropófilo, el cual sustituye los antiguos bosques caducos destruidos por el hombre, principalmente por la quema de los cerros. La gran cantidad de quemas anuales en la región pone a la Fila Palmarito y sus ecosistemas en alto riesgo.